# Thành ủy Bắc Kinh
Ban Chấp hành Đảng bộ Đảng Cộng sản Trung Quốc thành phố Bắc Kinh (giản thể: 中国共产党北京市委员会; phồn thể: 中國共產黨北京市委員會; bính âm: Zhōngguó Gòngchǎndǎng Běijīngshì Wěiyuánhuì, Trung Quốc Cộng sản Đảng Bắc Kinh thị Ủy viên Hội), tại Việt Nam được gọi là Thành ủy Bắc Kinh, là cơ quan lãnh đạo Đảng Cộng sản Trung Quốc tại thành phố Bắc Kinh, do Đại hội Đại biểu Thành phố Bắc Kinh Đảng Cộng sản Trung Quốc bầu ra. Thành ủy Bắc Kinh có chức năng thi hành nghị quyết và chỉ thị của Đại hội Đại biểu Thành phố Bắc Kinh Đảng Cộng sản Trung Quốc để lãnh đạo thành phố. Báo cáo làm việc Ủy ban Trung ương Đảng Cộng sản Trung Quốc theo định kỳ. Bí thư Thành ủy Bắc Kinh hiện nay do Ủy viên Bộ Chính trị Doãn Lực đảm nhiệm từ tháng 11 năm 2022.

## Cơ cấu tổ chức
- Ủy ban Thường vụ
- Ủy ban Kiểm tra Kỷ luật (Cục giám sát thành phố Bắc Kinh)
- Cơ cấu làm việc
  - Văn phòng
  - Ban Tổ chức
  - Ban Tuyên truyền
  - Ban Mặt trận Thống nhất
  - Ủy ban Chính trị và Pháp luật
  - Phòng Nghiên cứu chính sách
  - Ủy ban Công tác Giáo dục
  - Ủy ban Công tác Nông thôn
  - Ủy ban Công tác cơ quan trực thuộc
- Cơ quan quản lý chuyên môn
  - Cục Lão Cán (Cục cán bộ nghỉ hưu)
  - Phòng Công tác Đài Loan
  - Cục Phóng Tín (Cục thông tin tin tức)
  - Văn phòng Ủy ban cơ cấu biên chế

## Chức vụ cấu tạo

### Thời kỳ đầu
- Nhiệm kỳ: 12/1948-6/1955
- Bí thư: Bành Chân
- Bí thư thứ 2: Lưu Nhân (1-6/1955)
- Phó Bí thư thứ nhất: Diệp Kiếm Anh (12/1948-8/1949)
- Phó Bí thư thứ 2: Lý Bảo Hoa (12/1948-8/1951)
- Phó Bí thư: Lưu Nhân (3/1951-1/1955), Trần Bằng (3-6/1955)

### Thành ủy khóa nhất
- Nhiệm kỳ: 6/1955-8/1956
- Bí thư thứ nhất: Bành Chân
- Bí thư thứ 2: Lưu Nhân
- Bí thư Ban Bí thư: Trương Hữu Ngư, Trịnh Thiên Tường, Trần Bằng, Phạm Nho Sinh

### Thành ủy khóa 2
- Nhiệm kỳ: 8/1956-5/1962
- Bí thư thứ nhất: Bành Chân
- Bí thư thứ 2: Lưu Nhân
- Bí thư Ban Bí thư: Trương Hữu Ngư (-12/1958), Trịnh Thiên Tường, Trần Bằng, Phạm Nho Sinh, Vạn Lý (3/1958-), Đặng Thác (9/1958-), Trần Khắc Hàn (9/1958)

### Thành ủy khóa 3
- Nhiệm kỳ: 5/1962-5/1966
- Bí thư thứ nhất: Bành Chân
- Bí thư thứ 2: Lưu Nhân
- Bí thư Ban Bí thư: Trịnh Thiên Tường, Trần Bằng (-6/1963), Vạn Lý, Đặng Thác, Trần Khắc Hàn, Phùng Cơ Bình (-7/1964), Triệu Phàm (10/1964-), Cổ Đình Tam (10/1964-)
- Nhiệm kỳ: 5/1966-4/1967
- Bí thư thứ nhất: Lý Tuyết Phong
- Bí thư thứ 2: Ngô Đức
- Bí thư Ban Bí thư: Vạn Lý (6-10/1966), Trần Khắc Hàn (6-10/1966), Triệu Phàm (6-7/1966), Cao Dương Văn, Quách Ảnh Thu, Mã Lực, Lưu Hòa Canh (8/1966 bị cắt chức), Vương Nhất Bình (8/1966 bị cắt chức), Trì Tất Khanh (8/1966-), Lưu Kiến Huân (9/1966-), Ung Văn Đào (9/1966-), Đinh Quốc Ngọc (10/1966-)

### Thành ủy khóa 4
- Nhiệm kỳ: 3/1971-10/1976
- Bí thư thứ nhất: Tạ Phú Trị (-3/1972), Ngô Đức (10/1972-3/1974)
- Bí thư thứ 2: Ngô Đức (-10/1972)
- Bí thư Ban Bí thư: Dương Tuấn Sinh, Ngô Trung, Hoàng Tác Trân, Lưu Thiệu Văn, Đinh Quốc Ngọc, Nghê Chí Phúc (5/1973-), Tạ Tĩnh Nghi (5/1973-), Vạn Lý (5/1973-1/1975), Lý Nột (5/1973 bị cắt chức)
- Nhiệm kỳ: 10/1976-11/1982
- Bí thư thứ nhất: Ngô Đức (-10/1978), Lâm Hồ Gia (10/1978-1/1981), Đoàn Quân Nghị (1/1981-)
- Bí thư thứ 2: Nghê Chí Phúc (7/1977-2/1980), Tiêu Nhược Ngu (1/1981-)
- Bí thư thứ 3: Đinh Quốc Ngọc (7/1977-5/1978), Cổ Đình Tam (5/1978-)
- Bí thư Ban Bí thư: Dương Tuấn Sinh (-11/1979), Ngô Trung (-9/1977), Hoàng Tác Trân (-12/1978), Lưu Thiệu Văn, Đinh Quốc Ngọc (-7/1977), Nghê Chí Phúc (-7/1977), Dương Thọ Sơn (7/1977-5/1978), Vương Lỗi (7-12/1977, 5/1978-3/1979), Trịnh Thiên Tường (7/1977-5/1978), Diệp Lâm (5/1978-), Triệu Bằng Phi (5/1978-), Mao Liên Ngọc (5/1978-8/1980), Lý Lập Công (5/1978-3/1981), Vương Hiến (5/1978-), Vương Thuần (3/1979-), Trần Bằng (3/1979-), Lưu Đạo Sinh (3/1981-), Phùng Cơ Bình (4/1981-), Trần Hy Đồng (7/1981-)

### Thành ủy khóa 5
- Nhiệm kỳ: 10/1982-8/1984
- Bí thư thứ nhất: Đoàn Quân Nghị (-5/1984)
- Bí thư: Tiêu Nhược Ngu (-3/1983), Trần Hy Đồng, Triệu Bằng Phi
- Nhiệm kỳ: 8/1984-12/1987
- Bí thư: Lý Tích Minh, Trần Hy Đồng
- Phó Bí thư: Cổ Xuân Vượng (-12/1985), Kim Giám, Từ Duy Thành, Vương Đại Minh (3/1987-)

### Thành ủy khóa 6
- Nhiệm kỳ: 12/1987-12/1992
- Bí thư: Lý Tích Minh
- Phó Bí thư: Trần Hy Đồng, Từ Duy Thành (-10/1989), Lý Kì Viêm, Uông Gia Lưu (9/1988-), Vương Quang (10/1989-)

### Thành ủy khóa 7
- Nhiệm kỳ: 12/1992-12/1997
- Bí thư: Trần Hy Đồng (-4/1996), Úy Kiện Hành (4/1996-)[3]
- Phó Bí thư: Lý Kì Viêm (-10/1997), Giả Khánh Lâm (10/1997-), Lý Chí Kiên, Trần Quảng Văn

### Thành ủy khóa 8
- Nhiệm kỳ: 12/1997-5/2002
- Bí thư: Úy Kiện Hành (-8/1998), Giả Khánh Lâm (8/1998-)
- Phó Bí thư: Lưu Kỳ (3/1999-), Giả Khánh Lâm (-8/1998), Trương Phúc Sâm (8/1998-), Lý Chí Kiên, Vu Quân Ba, Kim Nhân Khánh (-3/1999), Long Tân Dân (8/2000-), Cường Vệ (3/2001-)

### Thành ủy khóa 9
- Nhiệm kỳ: 5/2002-5/2007
- Bí thư: Giả Khánh Lâm (-2002), Lưu Kỳ (2002-)
- Phó Bí thư: Lưu Kỳ (-2002), Vu Quân Ba, Long Tân Dân (-12/2005-), Cường Vệ (-3/2007), Đỗ Đức Ân, Dương An Giang (-1/2006), Vương Kỳ Sơn (2003-), Vương An Thuận (3/2007-)

### Thành ủy khóa 10
- Nhiệm kỳ: 5/2007-6/2012
- Bí thư: Lưu Kỳ[4]
- Phó Bí thư: Vương Kỳ Sơn (-11/2007), Vương An Thuận, Quách Kim Long (11/2007-2012)

### Thành ủy khóa 11
- Nhiệm kỳ: 6/2012-6/2017
- Bí thư: Quách Kim Long (-5/2017)[5], Thái Kỳ (5/2017-)
- Phó Bí thư: 
  - Vương An Thuận, (-10/2016), Thị trưởng
  - Thái Kỳ (10/2016-5/2017), Thị trưởng
  - Cát Lâm (-4/2013),
  - Lã Tích Văn (4/2013-11/2015)[6],
  - Cẩu Trọng Văn (5-10/2016),
  - Cảnh Tuấn Hải (4/2017-),
  - Trần Cát Ninh (5/2017-)

### Thành ủy khóa thứ 12
- Nhiệm kỳ：6/2017-6/2022
- Bí thư Thành ủy: Thái Kỳ
- Phó Bí thư Thành ủy: Trần Cát Ninh, Cảnh Tuấn Hải (đến 1/2018), Ân Dũng

### Thành ủy khóa thứ 13
- Nhiệm kỳ：6/2022-nay
- Bí thư Thành ủy: Thái Kỳ (đến 11/2022), Doãn Lực (từ 11/2022)
- Phó Bí thư Thành ủy: Trần Cát Ninh (đến 10/2022), Ân Dũng, Lưu Vĩ (từ 12/2022)

## Cơ quan trực thuộc
Ủy ban cấp hạt trực thuộc ủy ban thành phố:
- Ủy ban khu Đông Thành Thành phố Bắc Kinh Đảng Cộng sản Trung Quốc
- Ủy ban khu Tây Thành Thành phố Bắc Kinh Đảng Cộng sản Trung Quốc
- Ủy ban khu Triều Dương Thành phố Bắc Kinh Đảng Cộng sản Trung Quốc
- Ủy ban khu Môn Đầu Câu Thành phố Bắc Kinh Đảng Cộng sản Trung Quốc
- Ủy ban khu Hải Điến Thành phố Bắc Kinh Đảng Cộng sản Trung Quốc
- Ủy ban khu Phong Đài Thành phố Bắc Kinh Đảng Cộng sản Trung Quốc
- Ủy ban khu Thạch Cảnh Sơn Thành phố Bắc Kinh Đảng Cộng sản Trung Quốc
- Ủy ban khu Hoài Nhu Thành phố Bắc Kinh Đảng Cộng sản Trung Quốc
- Ủy ban khu Phòng Sơn Thành phố Bắc Kinh Đảng Cộng sản Trung Quốc
- Ủy ban khu Thuận Nghĩa Thành phố Bắc Kinh Đảng Cộng sản Trung Quốc
- Ủy ban khu Thông Châu Thành phố Bắc Kinh Đảng Cộng sản Trung Quốc
- Ủy ban khu Xương Bình Thành phố Bắc Kinh Đảng Cộng sản Trung Quốc
- Ủy ban khu Đại Hưng Thành phố Bắc Kinh Đảng Cộng sản Trung Quốc
- Ủy ban khu Bình Cốc Thành phố Bắc Kinh Đảng Cộng sản Trung Quốc
- Ủy ban huyện Mật Vân Thành phố Bắc Kinh Đảng Cộng sản Trung Quốc
- Ủy ban huyện Diên Khánh Thành phố Bắc Kinh Đảng Cộng sản Trung Quốc